# Кен Лю
Кен Лю (англ. Ken Liu, нар. 1976 року, Ланьчжоу, КНР) — американський письменник-фантаст китайського походження, за фахом юрист і програміст. Лауреат численних премій в галузі фантастики, також відомий перекладами з китайської на англійську.

## Життєпис
Кен Лю народився 1976 року в Ланьчжоу, провінція Ганьсу, КНР. 11 років емігрував з батьками до Сполучених Штатів. Спочатку родина мешкала у Пало-Альто, Каліфорнія, згодом у Вотерфорді, штат Коннектикут, де Кен Лю відвідував середню і старшу школу.
Кен Лю отримав ступінь бакалавра з англійської мови у Гарвардському університеті, одночасно вивчав у коледжі курс комп'ютерних наук. Після закінчення навчання працював у філії Microsoft в Редмонді, штат Вашингтон. Протягом декількох років розробляв програмне забезпечення в Кембриджі, штат Массачусетс. Отримав ступінь доктора права у Гарвардській школі права. Впродовж семи років працював корпоративним юристом в галузі патентного права.
Зараз живе в Массачусетсі зі своєю дружиною Лізою Тан Лю та двома доньками.
Має хобі: ремонтує та колекціонує старі друкарські машинки.

## Творчість
Писати Кен Лю почав ще в коледжі і поступово привернув до себе увагу американського літературного світу. Першим опублікованим оповіданням стала «Карфагенська троянда», що вийшла у антології The Phobos Science Fiction Anthology 2002 року. Успіх прийшов до Лю у 2011 році, коли його «Паперовий звіринець» (англ. The Paper Menagerie) виграв премію Неб'юла, а наступного року — премію Г'юго і Всесвітню премію фентезі за найкраще оповідання.
Твори Лю виходять в науково-фантастичних журналах The Magazine of Fantasy & Science Fiction, Strange Horizons, Asimov's Science Fiction, Analog Science Fiction and Fact, Clarkesworld, Lightspeed тощо. Значну частину оповідань можна вільно читати у мережі.
Дебютний роман Кена «Королівська милість» (англ. The Grace of Kings), що вийшов 2015 року, — це перший том епічної фентезі-трилогії в стилі «силькпанк» «Династія Кульбаби» (англ. The Dandelion Dynasty). Роман отримав Премію «Локус» за найкращий дебютний роман і номінувався на «Неб'юла» за найкращий роман. 2016 року опубліковано другий том серії «Стіна штормів» (англ. The Wall of Storms).
Кен Лю робить значний внесок у культурний обмін між Китаєм та США і пропагування китайської фантастики в світі. Він переклав англійською твори китайських фантастів Лю Цисіня, Хао Цзінфан (кит. трад. 郝景芳),Чень Цюфаня (кит. трад. 陈楸帆), Ма Бойона, Ся Цзя (кит. трад. 王瑤). У серпні 2015 року перекладений Кеном Лю роман «Проблема трьох тіл» (англ. The Three-Body Problem) Лю Цисіня отримав премію «Г'юго» за найкращий роман, а у серпні 2016 року його переклад повісті Хао Цзінфан «Складаний Пекін» (англ. Folding Beijing) отримав премію «Г'юго» за найкращу коротку повість.

## Нагороди і визнання

### Лауреат

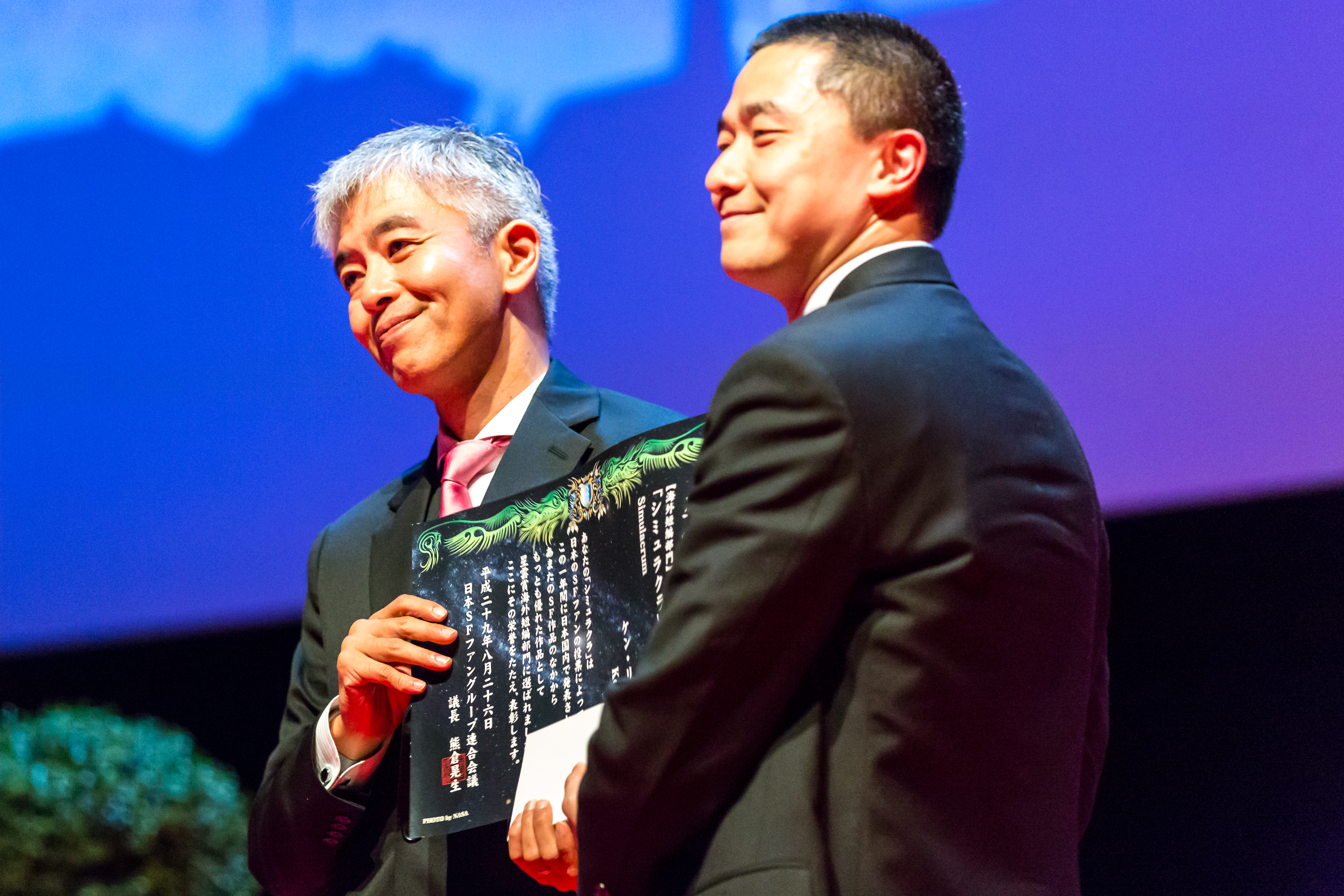
Тайо Фудзіі та Кен Лю на церемонії Г'юго 2017 у Гельсінкі

- 2011: Премія «Неб'юла» за найкраще оповідання «Паперовий звіринець» (англ. The Paper Menagerie)[8]
- 2012: Премія «Г'юго» за найкраще оповідання «Паперовий звіринець» (англ. The Paper Menagerie)[9]
- 2012: Всесвітня премія фентезі за найкращий твір короткої форми «Паперовий звіринець» (англ. The Paper Menagerie)[10]
- 2012: Премія за переклад наукової фантастики та фентезі (англ. Science Fiction & Fantasy Translation Awards) в категорії «коротка форма» — переклад з китайської The Fish of Lijiang Чень Цюфаня[11]
- 2013: Премія «Г'юго» за найкраще оповідання «Сумна чарівність речей» (Mono no aware, англ. Mono no aware)
- 2013: Премія «Книга року за версією Фантлаба» в категорії «Найкраща перекладена повість» «Сумна чарівність речей»[12]
- 2013: Премія «Книга року за версією Фантлаба» в категорії «Найкраща публікація в мережі. Мала форма» «Паперовий звіринець»[12]
- 2014: Премія Сейун за найкраще перекладене оповідання «Паперовий звіринець» (англ. The Paper Menagerie)[13]
- 2015: Премія «Г'юго» за найкращий роман «Проблема трьох тіл» (англ. The Three-Body Problem) Лю Цисіня, в перекладі Кена Лю[14]
- 2015: Премія Sidewise за альтернативну історію «Довгий шлях: з „Аннали транспорту“, тихоокеанського щомісячника, травень 2009 року» (англ. The Long Haul. From the Annals of Transportation. The Pacific Monthly, May 2009)[15]
- 2016: Премія Сейун за найкраще перекладене оповідання «Вдалого полювання» (англ. Good Hunting)[16]
- 2016: Grand prix de l'Imaginaire за найкраще перекладене оповідання «Паперовий звіринець» (фр. La Ménagerie de papier)[17]
- 2017: Премія Локус за найкращу авторську збірку «Паперовий звіринець та інші оповідання» (англ. The Paper Menagerie and Other Stories)[18]
- 2017: Премія Сейун за найкраще перекладене оповідання «Симулякр» (англ. Simulacrum)[19]

### Номінації
- 2011: Премія «Неб'юла» за найкращу повість «Людина, яка поклала край історії: Документальна стрічка» (англ. The Man Who Ended History: A Documentary)[8]
- 2012: Премія «Г'юго» за найкращу повість «Людина, яка поклала край історії: Документальна стрічка» (англ. The Man Who Ended History: A Documentary)[9]
- 2013: Премія «Неб'юла» за найкращу повість «На всі смаки» (англ. All the Flavors)[20]
- 2013: Премія «Неб'юла» за найкращу коротку повість «Хвилі» (англ. The Waves)[20]
- 2013: Премія «Неб'юла» за найкраще оповідання «Звички книгостворення окремих видів» (англ. The Bookmaking Habits of Select Species)[20]
- 2014: Премія Sidewise за альтернативну історію «Коротка історія Транстихоокеанського тунелю» (англ. A Brief History of the Trans-Pacific Tunnel)[21]
- 2014: Премія «Неб'юла» за найкращу коротку повість «Майстер тяжб і Король мавп» (англ. The Litigation Master and the Monkey King)[22]
- 2015: Премія «Неб'юла» за найкращий роман «Проблема трьох тіл» (англ. The Three-Body Problem) Лю Цисіня, в перекладі Кена Лю[23]
- 2015: Премія «Неб'юла» за найкращу повість «Регулярний» (англ. The Regular)[23]
- 2016: Премія «Неб'юла» за найкращий роман «Королівська милість» (англ. The Grace of Kings)[24]
- 2017: Премія «Г'юго» за найкращий роман «Кінець смерті» (англ. Death's End) Лю Цисіня, в перекладі Кена Лю[25]
- 2017: Всесвітня премія фентезі за найкращу авторську збірку «Паперовий звіринець та інші оповідання» (англ. The Paper Menagerie and Other Stories)[26]
- 2017: Премія Сейун за найкращий перекладений роман «Королівська милість» (англ. The Grace of Kings)[19]
- 2018: Премія Сейун за найкраще перекладене оповідання «Илюстрована книга з порівняльного пізнання для просунутих читачів» (англ. An Advanced Readers' Picture Book of Comparative Cognition)[27]
- 2018: Премія Сейун за найкраще перекладене оповідання англ. Knotting Grass, Holding Ring[27]

### Фіналіст
- 2012: Премія Локус за найкраще оповідання «Паперовий звіринець» (англ. The Paper Menagerie)
- 2012: Меморіальна премія імені Теодора Стерджона за повість «Людина, яка поклала край історії: Документальна стрічка» (англ. The Man Who Ended History: A Documentary) та оповідання «Паперовий звіринець» (англ. The Paper Menagerie)[28]
- 2013: Меморіальна премія імені Теодора Стерджона за оповідання «Звички книгостворення окремих видів» (англ. The Bookmaking Habits of Select Species)[28]
- 2013: Меморіальна премія імені Теодора Стерджона за оповідання «Сумна чарівність речей» (англ. Mono no aware)[28]
- 2015: Меморіальна премія імені Теодора Стерджона за повість «Регулярний» (англ. The Regular)[28]
- 2015: Меморіальна премія імені Джона Кемпбелла за роман «Проблема трьох тіл» (англ. The Three-Body Problem) Лю Цисіня, в перекладі Кена Лю[29]

## Українські переклади
- «Паперовий звіринець» // Всесвіт. — 2016. — № 1–2 [Архівовано 9 серпня 2018 у Wayback Machine.] (переклад з англ. Віталій Мюнхен)).
- Кен Лю. Паперовий звіринець та інші оповідання; з англ. пер. Євген Ширинос  — К.: BookChef, 2020.  — 528 с. ISBN 978-966-993-260-0